# Duodecylion
Duodecylion – liczba 1072, czyli jedynka i 72 zera w zapisie dziesiętnym.
W krajach stosujących tzw. krótką skalę (głównie kraje anglojęzyczne) duodecylion oznacza 1039, czyli sekstyliard w pozostałych krajach.
W układzie SI mnożnikowi 1072 nie odpowiada żaden przedrostek jednostki miary.